# Mutter (альбом)
| Оценки критиков      | Оценки критиков |
| Источник             | Оценка          |
| -------------------- | --------------- |
| AllMusic             | [ 2 ]           |
| Роберт Кристгау      | [ 3 ]           |
| Entertainment Weekly | B+              |
| Blender              | [ 5 ]           |
| Rolling Stone        | [ 6 ]           |
| NME                  | 5/10            |
| Spin                 | 6/10            |
| Drowned in Sound     | 8/10            |
| The Austin Chronicle | [ 10 ]          |
| Alternative Press    | [ 11 ]          |

Mutter (с нем. — «Мать») — третий студийный альбом немецкой метал-группы Rammstein. Вышел 2 апреля 2001 года. Альбом записывался в Германии, Франции, Швеции и Америке. Журнал Metal Hammer включил Mutter в 200 лучших рок-альбомов всех времён (в стиле индастриал-метал, 4-е место). В России альбом получил премию «Рекордъ» в номинации «Зарубежный альбом года». В интервью Noizr Zine шведский продюсер и музыкант Петер Тэгтгрен посоветовал Mutter в качестве ориентира всем начинающим метал-продюсерам: «Он очень хорош, потому что в нём много различных элементов — в нём есть оркестровые партии, тяжёлые гитары, хорошее звучание барабанов — он может быть хорошим ориентиром».

## История создания
После прекращения гастрольной деятельности в поддержку второго альбома группа занялась подготовкой новой студийной работы. Работа над альбомом растянулась на полтора года. Разговоры о записи начались давно, ведь все отлично понимали, что на старом материале без конца не поездишь. Одного понимания не хватало – надо собраться и начать.
Во-первых, сказывалась общая усталость группы от затяжных гастролей. Это обстоятельство отражалось и на климате в коллективе. В прессе начали циркулировать слухи о напряжённых отношениях внутри группы и о её развале. Музыканты это отрицали, но как известно, дыма без огня не бывает. Ситуация вполне ясная: шесть разнохарактерных людей путешествуют вместе, варятся в одном котле на протяжении долгих месяцев концертной деятельности, вследствие чего возникают раздражения и мелкие дрязги — знакомо всем гастролирующим командам.
Во-вторых, давило то обстоятельство, что группа, достигшая успеха в мировой музыкальной индустрии, не может быть свободной от того, что делала ранее. Фанаты ждут то же самое, но в новой редакции. Группе, игравшей на протяжении трёх с небольшим лет, хочется чего-то нового, ещё не опробованного. Этот порочный круг нужно было разорвать музыкантам.
Особенно тяжко пришлось Тиллю. С одной стороны ему нужно было выйти из постоянного образа концертного «монстра». С другой стороны для сочинительства в духе Новой немецкой тяжести ему нужно было постоянно возвращаться в старый образ. Почти каждому нормальному человеку понятно, что сценический образ — это всего лишь игра, маска, с помощью которой артист пытается что-то рассказать зрителям или, в крайнем случае, просто излить душу.
В начале работы над альбомом, когда обстановку в группе с полной ответственностью можно охарактеризовать, как «разброд и шатание», пресса наполнилась слухами о целой череде различных неприятностей свалившихся на группу. Сначала прессу облетел слух о том, что группа попала в автокатастрофу. Это так и было, но никто из них сильно не пострадал, хоть и сидели спереди, и отделались синяками и ссадинами. Также всплыл слух, что один из музыкантов погиб. Слух был опровергнут, в аварии погиб один из участников группы Feeling B, Кристоф Циммерман. Группа после этого продолжила медленно, но неуклонно работать над альбомом.
Работа над новой пластинкой шла вяло: постоянно что-то отвлекало и мешало сконцентрироваться. Именно тогда появилась идея уехать куда-нибудь подальше, тем самым сменить обстановку. Но и этот вариант не совсем подходил. Уезжать далеко от дома, где участники Rammstein были и так нечастыми гостями и где их ждали друзья, дети и подруги, совсем не хотелось. Тогда же они решили отправиться в родную немецкую глухомань, на природу. На побережье Балтийского моря музыканты арендовали заброшенную виллу «Haus Weimar». В ней был сделан косметический ремонт и расчищен подвал. В IKEA были куплены шесть тумбочек с лампами и столько же кроватей. В подвале музыканты разместили домашнюю передвижную студию, где и началась нормальная работа над материалом для нового альбома.
Изначально альбом задумали сделать в экспериментальном стиле, в сильном электропанке, а Флаке предложил пару композиций записать без гитар, но остальные участники и продюсер были против и работа вошла тот жанр в котором они играли, что и принесло им популярность. Музыкантам нужно было каким-то образом разнообразить и дополнить своё звучание. Было решено убавить синтезаторные звуки. Наметился явным сдвиг в сторону готической музыки. Практически во всех композициях звучал приятный тяжёлый мелодизм. Музыка более сложной и одухотворённой. На этот музыканты решили пойти дальше своего показного садомазохизма и извращённых желаний. Тематика песен значительно расширилась. Животная ярость песен «Feuer frei!» и «Zwitter» переплелась с готической мелодичностью «Mutter» и «Nebel».

## Живое исполнение песен
Все песни с этого альбома исполнялись вживую во время тура Mutter. «Links 2-3-4», «Sonne», «Ich will» и «Feuer frei!» исполнялись на всех концертах группы с момента выхода альбома. "Feuer frei!" была убрана из концертной программы в 2019 году. Вероятно, это связано с релизом нового альбома. «Rein raus» исполнялась до мая 2005 года, заменила «Ich tu dir weh» на концертах 18 декабря 2009 года и 6-7 февраля 2010 года. «Mein Herz brennt» исполнялась 10 и 11 февраля 2005 года в Лилле совместно с группой Apocalyptica, затем — никогда. Вернулась в сет-лист во время тура Made in Germany вместе с «Mutter» и с 2016 года исполняется на всех последующих концертах группы.

## Варианты изданий

### Стандартное
Все тексты написаны Тиллем Линдеманном, вся музыка написана участниками Rammstein.
| №                   | Название            | Перевод              | Длительность |
| ------------------- | ------------------- | -------------------- | ------------ |
| 1.                  | «Mein Herz brennt»  | Моё сердце горит     | 4:40         |
| 2.                  | «Links 2-3-4»       | Левой 2-3-4          | 3:36         |
| 3.                  | «Sonne»             | Солнце               | 4:32         |
| 4.                  | «Ich will»          | Я хочу               | 3:37         |
| 5.                  | «Feuer frei!»       | Открыть огонь        | 3:08         |
| 6.                  | «Mutter»            | Мать                 | 4:29         |
| 7.                  | «Spieluhr»          | Музыкальная шкатулка | 4:46         |
| 8.                  | «Zwitter»           | Гермафродит          | 4:17         |
| 9.                  | «Rein, raus»        | Туда-сюда            | 3:11         |
| 10.                 | «Adios»             | с исп. — «Прощай»    | 3:49         |
| 11.                 | «Nebel»             | Туман                | 4:54         |
| Общая длительность: | Общая длительность: | Общая длительность:  | 45:05        |

### Limited Tour Edition [2CD] DigiPack
Выпускался в красном оформлении, на двух дисках в количестве 7500 экземпляров (на втором CD — четыре композиции, две из которых — «Ich will» и «Links 2-3-4» присутствуют в живом исполнении на концертном альбоме Lichtspielhaus).
| №  | Название                          | Длительность |
| -- | --------------------------------- | ------------ |
| 1. | «Ich will» (концертная запись)    | 3:57         |
| 2. | «Links 2 3 4» (концертная запись) | 4:54         |
| 3. | «Sonne» (концертная запись)       | 4:42         |
| 4. | «Spieluhr» (концертная запись)    | 5:27         |

### Digipack
Диджипак с магнитным замком, включает глянцевый постер. Трек-лист не изменён, бонус-треков нет.

### Japanese Edition
Включает скрытый трек «Halleluja» в варианте, отличном от песни с сингла Links 2 3 4 — немного другой микс и отсутствует сэмпл хора в начале песни. Этот вариант также был включен в саундтрек фильма «Обитель зла».

## Участники записи
- Тилль Линдеманн — вокал
- Рихард Круспе — соло-гитара, бэк-вокал
- Пауль Ландерс — ритм-гитара, бэк-вокал
- Оливер Ридель — бас-гитара
- Кристоф Шнайдер — ударные
- Кристиан Лоренц — клавишные, перкуссия (10)
- Ульф Крюкенберг — звукорежиссёр
- Кристиана Хебольд — бэк-вокал (11)
- Кира Ли Линдеманн — вокал (7)
- Ольсен Инвольтини — струнные аранжировки (1, 6, 11)
- Оркестр Deutsches Filmorchester Babelsberg[нем.], под руководством Гюнтера Йозека
- Фотографии www.Daniel-Geo-Fuchs.com

## Чарты
| Чарт (2001)                         | Позиция |
| ----------------------------------- | ------- |
| Австралия (ARIA)                    | 10      |
| Австрия (Ö3 Austria)                | 1       |
| Бельгия/Фландрия (Ultratop)         | 7       |
| Бельгия/Валлония (Ultratop)         | 45      |
| Канада (Canadian Albums Chart)      | 14      |
| Дания (Hitlisten)                   | 22      |
| Нидерланды (Album Top 100)          | 4       |
| Финляндия (Suomen virallinen lista) | 7       |
| Франция (SNEP)                      | 23      |
| Германия (Offizielle Top 100)       | 1       |
| Новая Зеландия (RMNZ)               | 12      |
| Норвегия (VG-lista)                 | 12      |
| Швеция (Sverigetopplistan)          | 2       |
| Швейцария (Schweizer Hitparade)     | 1       |
| Великобритания (UK Albums Chart)    | 86      |
| США (Billboard 200)                 | 77      |
| Мексика (Top 100 Mexico)            | 42      |

## Сертификации
| Регион | Сертификация  | Продажи  |
| --- | ------------- | -------- |
| Австрия (IFPI Austria) | Золотой       | 20 000*  |
| Бельгия (BEA) | Золотой       | 25 000*  |
| Дания (IFPI Danmark) | 2× Платиновый | 40 000   |
| Финляндия (Musiikkituottajat) | Золотой       | 15,193   |
| Германия (BVMI) | 3× Платиновый | 900 000  |
| Мексика (AMPROFON) | Золотой       | 75 000^  |
| Нидерланды (NVPI) | Золотой       | 40 000^  |
| Норвегия (IFPI Norway) | Золотой       | 25 000*  |
| Польша (ZPAV) | Платиновый    | 40 000*  |
| Испания (PROMUSICAE) | 3× Платиновый | 300 000^ |
| Швеция (GLF) | Золотой       | 40 000^  |
| Швейцария (IFPI Switzerland) | Платиновый    | 40 000^  |
| Великобритания (BPI) | Золотой       | 100 000^ |
| * Данные о продажах приведены только на основе сертификации. · ^ Данные о тиражах приведены только на основе сертификации. · Данные о продажах + прослушиваниях приведены только на основе сертификации. |               |          |